# Harry Hibbs (muzikant)
Harry Hibbs (Bell Island, 11 september 1942 – Toronto, 21 december 1989) was een Canadees folkmuzikant die bekendstond als een van de iconen van de Newfoundlandse muziek. Hij was zowel zanger als accordeonist.

## Levensloop

### Vroege jaren
Hij werd geboren in 1942 op Bell Island, een klein en volledig op de mijnbouw gericht eiland in het toen nog onafhankelijke Dominion Newfoundland. Kort na de dood van zijn vader in 1962 verhuisde het gezin naar de Canadese grootstad Toronto. Hibbs werkte er in verschillende fabrieken als arbeider, totdat hij vanwege een arbeidsongeval in 1967 geen zware arbeid meer kon doen. Hij besloot zich dan toe te leggen op het spelen van muziek. Hij was van thuis uit muzikaal opgevoed door zowel zijn vader, die thuis vaak fiddle en accordeon speelde, als door zijn moeder (die vaak Ierse ballades zong).

### Carrière
Hibbs werd in 1967 een lid van de Caribou Show Band, een groep die geregeld optrad voor de vele Newfoundlandse inwijkelingen in Toronto. In 1968 kreeg hij een persoonlijk platencontract van Arc Records en hij bracht datzelfde jaar zijn eerste album uit. Nog in 1968 was hij voor het eerst te zien in de vanaf dan wekelijkse televisieshow At The Caribou van CHCH-TV in Hamilton. Hij werd later een vaste gast in verschillende langlopende muzikale showprogramma's op de Canadese publieke omroep CBC, waaronder de Tommy Hunter Show, Don Messer's Jubilee en Singalong Jubilee.
Hij bracht in zijn carrière uiteindelijk 26 albums uit, waarvan er verschillende goud haalden. In 1978 opende hij in Toronto een nachtclub genaamd Conception Bay.
Eind 1989 stierf Hibbs aan kanker.

## Hommage
Harry Hibbs is in 1993 opgenomen in de "Porcupine Hall of Fame" van CIUT-FM, de universiteitsradio van Toronto. Reeds in 1991 werd als een van de "Porcupine Awards" ook een "Harry Hibbs Award" in het leven geroepen, die sinds dan jaarlijks uitgereikt werd aan een Canadees muzikant.
- International Standard Name Identifier: 0000 0000 7894 9604
- Library of Congress Control Number: no00002721
- MusicBrainz: 87cf4c4a-960f-463f-a080-09e8f7af4009
- Virtual International Authority File: 70926883
- WorldCat: E39PBJjT4yx39jH6jhdF9TcdcP